# Xuzhou
Pronunciação
Xuzhou ou Suchow (徐州) é uma cidade da República Popular da China, na província de Jiangsu. Situa-se nas margens do Grande Canal, no leste do país. Tem cerca de 8577225 habitantes (censo de 2010). A sua importância data do século II a.C.. É um importante centro de transportes do leste da China e integra o programa económico designado Nova Rota da Seda.
Antes da adoção da Hanyu Pinyin , o nome da cidade foi romanizado como Hsu-chou ( Wade-Giles ), Hsuchow ( chinês Postal Mapa romanização ) ou Suchow . .

## História
Os vestígios mais antigos da história de Xuzhou datam de 2600 a.C..

### Período antigo
Durante as dinastias Xia e Shang (2200 a.C. a 1600 a.C.), Xuzhou estava habitado pelos povos Dongyi e  Huaiyi. Que por sua vez vivam em conflito com as dinastias Shang e Zhou.
No período de Outono em (771 a.C.-426 a.C.), As características da região era campestre. Ao qual a vida naquele local era baseada na agricultura e pesca de subsistência. Nesse período Xuzhou foi a capital do Estado de Xu.  Este estado durante esse período  se encontrava destroçado pelo Estado de Wu. Por sua vez Wu décadas posteriores foi conquistado pelo Estado de Yue. Em 447 AC Xu conquistou o estado vizinho de Cai para o seu território. E após conseguiu também o Estado de Yue. Daí com sua expansão, Xu se tornou um estado forte. O que acarretou uma grande produção administrativa e cultural da época. O nome desse período de glória de Xu é conhecido como: Período dos reinos combatentes. 
Com a conquistas territorias de Yue, Xu trasferiu sua capital de Ying para regiões modernas de  Jingzhou e Hubei .
Liu Bang , o primeiro imperador da Dinastia Han (206 a.C.-220 d.C.), nasceu em Pei County, Xuzhou.
No início da Dinastia Han, Xuzhou se tornou parte do reino de Chu, um principado governado por parentes da família real Liu. Inicialmente, Liu Bang permitiu que seus parentes governassem  as partes do país, uma vez que eram considerados os mais confiáveis. No entanto, o Reino de Chu em terceira geração governante Liu Wu se rebelou contra a autoridade central durante a Rebelião dos sete príncipes e foi derrotado. Seu túmulo foi escavado recentemente perto de Xuzhou.
Depois que o rio Amarelo começou a mudar de curso durante a dinastia Song (960-1279 dC), assoreamento pesado no estuário do rio Amarelo. Foi obrigado a canaliza-lo . Assim mudando o seu o seu fluxo para o mais baixo afluente do rio Huai. A região tornou-se estéril, posteriormente, devido ao alagamento persistente, esgotamento dos nutrientes e a salinização do solo fértil.

### Período moderno
Em 1948-49 a região foi palco da guerra civil chinesa, ao qual o partido comunista venceu a batalha e transportou a capital da região para Nanquim.)

## Administração
A nível da cidade-província de Xuzhou administra dez condados nível divisões , incluindo cinco distritos , dois níveis cidades-conselho e três municípios.
- Distrito de Yunlong (云龙区)
- Distrito de Gulou (鼓楼区)
- Distrito de Tongshan (铜山区)
- Distrito de Jiawang (贾汪区)
- Distrito de Quanshan (泉山区)
- Cidade de Pizhou (邳州市)
- Cidade de Xinyi (新沂市)
- Cidade de Suining (睢宁县)
- Cidade-município de Pei (沛县)
- Cidade-município de Feng (丰县)

## Geografia

### Topografia
Xuzhou está localizado no sudeste da planície norte da China.

### Clima
Xuzhou tem uma monção de influência clima subtropical úmido . A temperatura anual mínima é de 04C°e máxima de 28C°. A precipitação média anual é de 830mm.

### Transporte
Aeroportos:
- Aeroporto de Xuzhou

Ferrovias:
- Estação Ferroviária de Xuzhou

## Economia
As indústrias mais importantes em Xuzhou são: energia, máquinas e produção de alimentos.
XCMG é a maior empresa em Xuzhou. Fabricante de máquinas de construção e fornecedora líder na China há 19 anos, desde a sua criação, em Março de 1989. Agora é classificada em primeiro lugar na China como indústria de máquinas de construção e 10° na indústria de máquinas de construção do mundo, do Top 500 73th China fabricantes, 151th da China Top 500 Empresas 

## Educação

### Universidades e faculdades
- Universidade de Tecnologia da China (中国矿业大学)
- Universidade Normal de Xuzhou (徐州师范大学)
- Faculdade de Medicina de Xuzhou (徐州医学院)
- Instituto de Tecnologia de Xuzhou (徐州工程学院)

### Escolas
- Xuzhou Ensino Médio n.º 1 (徐州市第一中学)
- Xuzhou Ensino Médio n.º 3 (徐州市第三中学)
- Xuzhou Ensino Médio n.º 5 (徐州市第五中学)

## Cidades irmãs
- Osasco, Brasil
- Pouso Alegre, Brasil